# Delias flavissima
Delias flavissima is een vlindersoort uit de familie van de Pieridae (witjes), onderfamilie Pierinae.
Delias flavissima werd in 1985 beschreven door Orr & Sibatani.